# جبرئیل نوکنده
جبرئیل نوکنده باستان شناس ایرانی و مدیر کنونی موزه ملی ایران است.

## پیشینه
جبرائیل نوکنده  کارشناسی ارشد باستان شناسی خود را از دانشگاه تهران و دکترای خود را از دانشگاه آزاد برلین دریافت کرد.  او رئیس موزه ملی ایران است. وی همچنین عضو شورای تحقیقات مرکز تحقیقات باستان شناسی ایران (ICAR) و عضو علمی پژوهشگاه میراث فرهنگی و گردشگری (RICHT) است.
در سال ۱۳۸۰ جبرئیل نوکنده به عنوان «خادم نمونه‌ میراث فرهنگی» معرفی شده بود. همچنین در مراسم بزرگداشت هفته دولت سال ۱۳۹۵ به عنوان مدیر برجسته سازمان میراث فرهنگی، صنایع دستی و گردشگری کشور انتخاب شد.

## فعالیت‌ها
نوکنده یک باستان شناس میدانی با تجربه ای است که در بسیاری از سایت های تاریخی از جمله خوزستان، دشت مهران در استان ایلام، در ساحل خزر گیلان و استان گلستان است که در پروژه دیوار گرگان به بررسی و کاوش پرداخته است.
او به عنوان مدیر موزه ملی در سال ۱۳۹۴، نمایشگاه جدیدی از دوره ماقبل تاریخ تاریخ را در طبقه دوم موزه برپا کرد و بازسازی و مرمت ۹ ساله موزه دوران اسلامی را به پایان رساند. تمرکز او بر روی یکپارچه سازی داده های بخش های مختلف، سازماندهی اماکن انبار داری و تولید کاتالوگ های مختلف از مجموعه های مهم موزه بوده است و همین‌طور در این دوره تلاش هایی در زمینه استفاده از تکنولوژی سه بعدی سازی در راستای راه اندازی بخش مجازی موزه انجام شده است. او نمایشگاه های بسیار موفقی را در داخل و در موزه های خارجی در ایتالیا،  هند و آلمان برگزار کرد. موزه ملی میزبان نمایشگاهی از آثار لوور در مارس 2018 بود 

## آثار برگزیده
- نوکنده، ج. 1383 «ظروف فلزی دشت گرگان: احتکار بازگیر» در: چکیده در چهارمین کنگره بین المللی باستان شناسی خاور نزدیک باستان (4. ICAA¬NE)، 29-مارس-3 آوریل، دانشگاه آزاد برلین، ص. 109.
- Ohtsu, T., Nokandeh, J. and Takuro, A. 2004 "Chavation Research of Tappe Jalaliye", در: Ohtsu, T., Nokandeh, J. and Yama¬uchi, K. (ویرایش‌ها. گزارش مقدماتی سفر باستان شناسی مشترک ایران ژاپن به گیلان، فصل دوم. 1381، سازمان میراث فرهنگی و گردشگری ایران، تهران، مرکز فرهنگ خاورمیانه در ژاپن، توکیو، صص. 48-84.
- نوکنده، ج،. 2004 «حفاری تپه جلالیه: طرح کلی حفاری 2004»، در: Ohtsu, T., No¬kandeh, J. and Yamauchi, K. (ویرایش. ) گزارش مقدماتی اکسپدیشن مشترک باستان شناسی ایران ژاپن به گیلان، فصل چهارم، سازمان میراث فرهنگی و گردشگری ایران، تهران، مرکز فرهنگ خاورمیانه در ژاپن، توکیو، صص. 61-67.
- نوکنده، ج. 2005 "ارگ دشت، اولین منطقه کشف شده نوسنگی در استان گیلان" در: Oht¬su, T., Nokandeh, J., Yamauchi, K. (ویرایشگران) گزارش مقدماتی باستان شناسی مشترک ایران ژاپن سفر به گیلان: فصل چهارم، سازمان میراث فرهنگی و گردشگری ایران، تهران، مرکز فرهنگ خاورمیانه در ژاپن، توکیو، صص. 50-56.
- نوکنده، جی.، ساور، ای.، عمرانی رکاوندی، ح.، ویلکینسون، تی، عباسی، ج.ا. Wilson, LS, Ershadi, M., Ratcliffe, J. und Gale, R., 2006 Linear Barriers of Northern Iran: The Great Wall of Gorgan and the Wall of Tammishe.' ایران، ج 44: 121-73.
- نوکنده، ج. 2010: «بررسی باستان شناسی در دشت مهران، جنوب غربی ایران» در: Matthiae, P., Pinnock, F., Nigro, L. Marchett, N., Romano, L. (eds), Proceedings of ششمین کنگره بین المللی باستان شناسی خاور نزدیک باستان، 5 تا 10 می 2008، "Sapienza" - Università di Roma. هاراسوویتز، ویسبادن. جلد 2: 483-509.
- بربریان، م. ملک شهمیرزادی، س. نوکنده، ج و جمالی، م.، 1391، باستان شناسی و بحران های محیطی در تپه های سیلک، فلات ایران مرکزی، از اوایل دوران نوسنگی، مجله علوم باستان شناسی. 39: 2845-2858.
- سائر ابرهارد، نوکنده، جبرائیل، عمرانی رکاوندی، حمید 1394 دژها و مگا دژها، موانع طبیعی و مصنوعی: استراتژی کلان امپراتوری ساسانیان، در: چکیده‌ها کنگره بین‌المللی باستان‌شناس جوان، عزیزی خرانقی، خانی‌پور، محمدرضا و نصس. (ویرایش)، تهران، مطبوعات ریچتو، PP 154.

## لینک های خارجی
- نمایشگاه مشترک موزه ایران و فرانسه
- بازدید وزیر امور خارجه انگلیس از موزه ملی ایران
- موزه ملی بازسازی می شود